# L’art de Passage
L’art de Passage (französisch; deutsch etwa: „Die Kunst des Ganges“ oder „Die Kunst der Begegnung“) ist eine 1987 gegründete deutsche Weltmusik- und Jazzband.

## Bandgeschichte
In der Leipziger Moritzbastei stellte sich L’art de Passage im Februar 1987 mit ihrem ersten Konzert als Jazzformation vor.
Zu den Gründungsmitgliedern gehörten Tobias Morgenstern (Akkordeon), Rainer Rohloff (Gitarre), Stefan Kling (Klavier, Keyboards) und Gunther Krex (Bassgitarre), der zuvor bei Engerling gespielt hatte.
Hermann Naehring (Perkussion, Schlagzeug) spielte als Gastmusiker bei L’art de Passage, ehe er 1988 festes Bandmitglied wurde.
Morgenstern, Kling und Rohloff hatten an der Hochschule für Musik Franz Liszt Weimar Klassische Musik studiert, während Naehring die Fächer Klavier und Schlagzeug an der Hochschule für Musik „Hanns Eisler“ Berlin studiert hatte.
1988 erfolgten erste Rundfunkproduktionen. Ihr erstes Album Sehnsucht nach Veränderung, produziert beim Plattenlabel Amiga, erreichte 1989 nach wenigen Monaten eine Auflage von 30.000 Stück. Damit war es das erfolgreichste Jazz-Album der DDR-Geschichte. Mit dem Liedermacher Gerhard Schöne nahmen L’art de Passage im Sommer 1988 auf einer Open-Air-Tournee teil. Höhepunkt war ein Konzert mit 12.000 Besuchern auf der Insel der Jugend in Ost-Berlin. Im selben Jahr spielten sie als Vorband von Al Di Meola im Berliner Friedrichstadtpalast. Hermann Naehring verließ die Band etwa 1991.
Mitte der 1990er Jahre stieg Krex aus der Formation aus. Seitdem beschäftigt er sich in seinem eigenen Tonstudio überwiegend mit Theatermusik.
Von 1990 bis 1997 unternahmen L’art de Passage Tourneen nach Frankreich, in die Schweiz und nach Italien. Außerdem nahm die Band an unterschiedlichen Festivals in Deutschland, wie den Leipziger Jazztagen, den Erdinger Jazztagen, der Musikbiennale Berlin und der Europäischen Kulturwerkstatt Weimar teil.
Ihr zehnjähriges Bestehen feierte L’art de Passage 1997, die zur Begleitband deutscher Liedermacher avancierte, im Tränenpalast mit Gerhard Schöne, Gisela May, Barbara Thalheim, Linard Bardill, Corin Curschellas und anderen. Von 1998 bis 2007 spielte sie als Begleitband der Liedermacherin Bettina Wegner.

## Diskografie
- 1989: Sehnsucht nach Veränderung (Amiga)
- 1990: Pour Vous (Buschfunk)
- 1992: L’art de Passage & Matthias Freihof – Leidenschaften
- 1993: Hotel du tango (Buschfunk)
- 1997: 10 Jahre L’art de Passage (Buschfunk)
- 1997: Jubileé (Buschfunk)
- 1999: Milonga triste
- 2004: Au parfum de Tango (Buschfunk)
- 2007: Im Fluss der Zeit – 20 Jahre (Buschfunk)
- 2012: L’art de Passage & GewandhausChor Leipzig – Silcher-Volkslieder in neuem Gewand (Buschfunk)
- 2020: Trio und Streichquartett (Buschfunk)
- 2024: Horizon (Buschfunk)